# Sto knjig stoletja
Sto knjig stoletja (francosko Les cent livres du siècle) je seznam stotih najboljših knjig 20. stoletja, ki jih je izbralo francosko občinstvo v anketi trgovca Fnac in časopisa Le Monde. Približno 17.000 ljudi je odgovarjalo na anketno vprašanje »Katere knjige so vam ostale v spominu?« (»Quels livres sont restés dans votre mémoire ?«). Na seznamu, ki je nastal, so romani, zbirke poezije, drame in en strip. Zaradi občinstva prevladujejo dela francoske književnosti.

## Sto knjig stoletja
| št. | Naslov                                               | Avtor/ica                      | Leto      |
| --- | ---------------------------------------------------- | ------------------------------ | --------- |
| 1   | Tujec                                                | Albert Camus                   | 1942      |
| 2   | Iskanje izgubljenega časa                            | Marcel Proust                  | 1913-1927 |
| 3   | Proces                                               | Franz Kafka                    | 1925      |
| 4   | Mali princ                                           | Antoine de Saint-Exupéry       | 1943      |
| 5   | Človekova usoda                                      | André Malraux                  | 1933      |
| 6   | Potovanje na konec noči                              | Louis-Ferdinand Céline         | 1932      |
| 7   | Sadovi jeze                                          | John Steinbeck                 | 1939      |
| 8   | Komu zvoni                                           | Ernest Hemingway               | 1940      |
| 9   | Veliki Meaulnes                                      | Alain-Fournier                 | 1913      |
| 10  | Pena dni                                             | Boris Vian                     | 1947      |
| 11  | Drugi spol                                           | Simone de Beauvoir             | 1949      |
| 12  | Čakajoč Godota                                       | Samuel Beckett                 | 1952      |
| 13  | L'être et le néant (francosko)                       | Jean-Paul Sartre               | 1943      |
| 14  | Ime rože                                             | Umberto Eco                    | 1980      |
| 15  | Arhipelag Gulag                                      | Aleksander Solženicin          | 1973      |
| 16  | Paroles (francosko)                                  | Jacques Prévert                | 1946      |
| 17  | Alkohol                                              | Guillaume Apollinaire          | 1913      |
| 18  | Sinji lotos                                          | Hergé                          | 1936      |
| 19  | Dnevnik Ane Frank                                    | Ana Frank                      | 1947      |
| 20  | Tristes Tropiques (francosko)(angleško)              | Claude Lévi-Strauss            | 1955      |
| 21  | Krasni novi svet                                     | Aldous Huxley                  | 1932      |
| 22  | 1984                                                 | George Orwell                  | 1949      |
| 23  | Prva prigoda                                         | René Goscinny in Albert Uderzo | 1959      |
| 24  | Plešasta pevka                                       | Eugène Ionesco                 | 1952      |
| 25  | Tri razprave o teoriji seksualnosti                  | Sigmund Freud                  | 1905      |
| 26  | L'Œuvre au noir (francosko)                          | Marguerite Yourcenar           | 1968      |
| 27  | Lolita                                               | Vladimir Nabokov               | 1955      |
| 28  | Ulikses                                              | James Joyce                    | 1922      |
| 29  | Il deserto dei Tartari (italijansko)                 | Dino Buzzati                   | 1940      |
| 30  | Les Faux-monnayeurs (francosko)                      | André Gide                     | 1925      |
| 31  | Le Hussard sur le toit (francosko)                   | Jean Giono                     | 1951      |
| 32  | Belle du Seigneur (francosko)(angleško)              | Albert Cohen                   | 1968      |
| 33  | Sto let samote                                       | Gabriel García Márquez         | 1967      |
| 34  | Krik in bes                                          | William Faulkner               | 1929      |
| 35  | Thérèse Desqueyroux (francosko)(angleško)            | François Mauriac               | 1927      |
| 36  | Zazie dans le métro (francosko)                      | Raymond Queneau                | 1959      |
| 37  | Verwirrung der Gefühle (nemško)                      | Stefan Zweig                   | 1927      |
| 38  | V vrtincu (angleško)                                 | Margaret Mitchell              | 1936      |
| 39  | Lady Chatterley's Lover (angleško)                   | D. H. Lawrence                 | 1928      |
| 40  | Čarobna gora                                         | Thomas Mann                    | 1924      |
| 41  | Dober dan, žalost                                    | Françoise Sagan                | 1954      |
| 42  | Le Silence de la mer (francosko)                     | Vercors                        | 1942      |
| 43  | La Vie mode d'emploi (francosko)                     | Georges Perec                  | 1978      |
| 44  | Baskervillski pes (film)                             | Arthur Conan Doyle             | 1901-1902 |
| 45  | Sous le soleil de Satan (francosko)                  | Georges Bernanos               | 1926      |
| 46  | The Great Gatsby (angleško)                          | F. Scott Fitzgerald            | 1925      |
| 47  | Šala                                                 | Milan Kundera                  | 1967      |
| 48  | Il disprezzo (italijansko)                           | Alberto Moravia                | 1954      |
| 49  | Umor Rogerja Ackroyda                                | Agatha Christie                | 1926      |
| 50  | Nadja                                                | André Breton                   | 1928      |
| 51  | Aurélien (francosko)                                 | Louis Aragon                   | 1944      |
| 52  | Le Soulier de satin (francosko)                      | Paul Claudel                   | 1929      |
| 53  | Sei personaggi in cerca d'autore (italijansko)       | Luigi Pirandello               | 1921      |
| 54  | Der aufhaltsame Aufstieg des Arturo Ui (nemško)      | Bertolt Brecht                 | 1959      |
| 55  | Vendredi ou les Limbes du Pacifique (francosko)      | Michel Tournier                | 1967      |
| 56  | Vojna svetov                                         | Herbert George Wells           | 1898      |
| 57  | Se questo è un uomo (italijansko)                    | Primo Levi                     | 1947      |
| 58  | Gospodar prstanov                                    | J. R. R. Tolkien               | 1954-1955 |
| 59  | Les Vrilles de la vigne (francosko)                  | Colette                        | 1908      |
| 60  | Capitale de la douleur (francosko)                   | Paul Éluard                    | 1926      |
| 61  | Martin Eden                                          | Jack London                    | 1909      |
| 62  | Corto Maltese-La Ballade de la mer salée (francosko) | Hugo Pratt                     | 1967      |
| 63  | Le degré zéro de l'écriture (francosko)              | Roland Barthes                 | 1953      |
| 64  | Izgubljena čast Katharine Blum                       | Heinrich Böll                  | 1974      |
| 65  | Le Rivage des Syrtes (francosko)                     | Julien Gracq                   | 1951      |
| 66  | Besede in reči. Arheologija humanističnih znanosti   | Michel Foucault                | 1966      |
| 67  | On the Road (angleško)                               | Jack Kerouac                   | 1957      |
| 68  | Čudežno potovanje Nilsa Holgersona po Švedski        | Selma Lagerlöf                 | 1906-1907 |
| 69  | A Room of One's Own (angleško)                       | Virginia Woolf                 | 1929      |
| 70  | The Martian Chronicles (angleško)                    | Ray Bradbury                   | 1950      |
| 71  | Le Ravissement de Lol V. Stein (francosko)           | Marguerite Duras               | 1964      |
| 72  | Proces-Verbal                                        | Jean-Marie Gustave Le Clézio   | 1963      |
| 73  | Tropismes (francosko)                                | Nathalie Sarraute              | 1939      |
| 74  | Journal, 1887-1910 (francosko)(angleško)             | Jules Renard                   | 1925      |
| 75  | Lord Jim (angleško)                                  | Joseph Conrad                  | 1900      |
| 76  | Écrits (francosko)(angleško)                         | Jacques Lacan                  | 1966      |
| 77  | Le Théâtre et son double (francosko)                 | Antonin Artaud                 | 1938      |
| 78  | Manhattan Transfer (angleško)                        | John Dos Passos                | 1925      |
| 79  | Ficciones (špansko)(angleško)                        | Jorge Luis Borges              | 1944      |
| 80  | Moravagine (francosko)(angleško)                     | Blaise Cendrars                | 1926      |
| 81  | General mrtve armade                                 | Ismail Kadare                  | 1963      |
| 82  | Sophie's Choice (angleško)                           | William Styron                 | 1979      |
| 83  | Ciganske balade                                      | Federico García Lorca          | 1928      |
| 84  | Pietr-le-Letton (francosko)                          | Georges Simenon                | 1931      |
| 85  | Notre-Dame-des-Fleurs (francosko)                    | Jean Genet                     | 1944      |
| 86  | Mož brez posebnosti                                  | Robert Musil                   | 1930-1932 |
| 87  | Fureur et mystère (francosko)                        | René Char                      | 1948      |
| 88  | Varuh v rži                                          | J. D. Salinger                 | 1951      |
| 89  | No Orchids for Miss Blandish (angleško)              | James Hadley Chase             | 1939      |
| 90  | Blake in Mortimer                                    | Edgar P. Jacobs                | 1950      |
| 91  | Zapiski Malteja Lauridsa Briggeja                    | Rainer Maria Rilke             | 1910      |
| 92  | La Modification (francosko)                          | Michel Butor                   | 1957      |
| 93  | Izvori totalitarizma                                 | Hannah Arendt                  | 1951      |
| 94  | Mojster in Margareta                                 | Mihail Afanasjevič Bulgakov    | 1967      |
| 95  | The Rosy Crucifixion (angleško)                      | Henry Miller                   | 1949-1960 |
| 96  | The Big Sleep (angleško)                             | Raymond Chandler               | 1939      |
| 97  | Amers (francosko)                                    | Saint-John Perse               | 1957      |
| 98  | Gaston Zgaga                                         | André Franquin                 | 1957      |
| 99  | Under the Volcano (angleško)                         | Malcolm Lowry                  | 1947      |
| 100 | Midnight's Children (angleško)                       | Salman Rushdie                 | 1981      |